# Port w Poti
Port w Poti (gruz. ფოთის საზღვაო ნავსადგური) – port morski na Morzu Czarnym znajdujący się w mieście Poti w Megrelii-Górnej Swanetii w Gruzji. Położony jest w ujściu rzeki Rioni. Port stanowi ważny węzeł w TRACECA – korytarzu transportowym, łączącym Europę z Azją przez Kaukaz.

## Historia
Poti funkcjonowało jako miasto portowe od starożytności. Stanowiło istotny punkt w handlu pomiędzy miastami greckimi, a Persją, Indiami, Chinami i Północnym Kaukazem. Tędy też transportowano towary trafiające później na Jedwabny Szlak.
18 listopada 1858 roku Poti zyskało status miasta portowego. Budowa nowoczesnego portu rozpoczęła się w 1863 i zakończyła w 1889 roku. W międzyczasie, w latach 1867–72, powstała też linia kolejowa do Tbilisi. W latach 1872–85 transportowano nią ropę naftową z Baku. W 1899 rozpoczęła się rozbudowa portu.
W 2008 roku 100% udziałów portu zostało sprzedane do RAKIA – funduszu należącego do emiratu Ras al-Chajma. W 2011 roku 80% udziałów zostało zakupionych przez APM Terminals, należące do A.P. Møller-Mærsk.
W 2014 roku wybudowano nowy terminal kontenerowy. Do końca 2018 roku planowane jest zakończenie budowy dwóch nowych głębokowodnych nabrzeży, mogących obsługiwać statki do 9000 TEU i mające roczną przepustowość miliona TEU.
W 2014 roku port obsłużył 385 000 TEU na 480 000 TEU w całej Gruzji (80%).

## Infrastruktura
W porcie w Poti znajduje się 15 nabrzeży o łącznej długości 2900 m. Najkrótsze z nich ma 97 m długości (terminal ro-ro), najdłuższy 440 m (nawozy i ogólne nabrzeże towarowe). Głębokość przy nabrzeżach waha się od 8 do 12,5 m. Głębokość kanału podejścia do portu wynosi od 9,4 do 10 m.
W porcie znajduje się niewielki suchy dok z ograniczoną możliwością naprawy statków.